# Diocesi di Gwalior
La diocesi di Gwalior (in latino Dioecesis Gwaliorensis) è una sede della Chiesa cattolica in India suffraganea dell'arcidiocesi di Bhopal. Nel 2021 contava 5.373 battezzati su 6.259.000 abitanti. È retta dal vescovo Joseph Thykkattil.

## Territorio
La diocesi comprende i distretti civili di Gwalior, Bhind, Morena, Shivpuri, Datia e Sheopur nello stato indiano di Madhya Pradesh.
Sede vescovile è la città di Gwalior, dove si trova la cattedrale di San Giovanni Battista.
Il territorio è suddiviso in 17 parrocchie.

## Storia
La diocesi è stata eretta il 9 febbraio 1999 con la bolla Cum ad aeternam di papa Giovanni Paolo II, ricavandone il territorio dalla diocesi di Jhansi.

## Cronotassi dei vescovi
Si omettono i periodi di sede vacante non superiori ai 2 anni o non storicamente accertati.
- Joseph Kaithathara (9 febbraio 1999 - 18 ottobre 2016 ritirato)
- Thomas Thennatt, S.A.C. † (18 ottobre 2016 - 14 dicembre 2018 deceduto)
- Joseph Thykkattil, dal 31 maggio 2019

## Statistiche
La diocesi nel 2021 su una popolazione di 6.259.000 persone contava 5.373 battezzati, corrispondenti allo 0,1% del totale.
| anno | popolazione | popolazione | popolazione | presbiteri | presbiteri | presbiteri | presbiteri                | diaconi | religiosi | religiosi | parrocchie |
| anno | battezzati  | totale      | %           | numero     | secolari   | regolari   | battezzati per presbitero | diaconi | uomini    | donne     | parrocchie |
| ---- | ----------- | ----------- | ----------- | ---------- | ---------- | ---------- | ------------------------- | ------- | --------- | --------- | ---------- |
| 1999 | 2.188       | 5.866.723   | 0,0         | 31         | 24         | 7          | 70                        |         | 7         | 60        |            |
| 2000 | 3.475       | 5.866.723   | 0,1         | 21         | 15         | 6          | 165                       |         | 6         | 46        | 13         |
| 2001 | 3.550       | 5.870.000   | 0,1         | 23         | 16         | 7          | 154                       |         | 7         | 50        | 13         |
| 2003 | 3.555       | 5.875.000   | 0,1         | 27         | 20         | 7          | 131                       |         | 7         | 51        | 17         |
| 2004 | 3.750       | 5.900.000   | 0,1         | 28         | 21         | 7          | 133                       |         | 7         | 52        | 20         |
| 2006 | 4.150       | 5.960.000   | 0,1         | 27         | 21         | 6          | 153                       |         | 6         | 52        | 24         |
| 2013 | 4.900       | 6.010.000   | 0,1         | 32         | 21         | 11         | 153                       |         | 11        | 58        | 25         |
| 2016 | 4.950       | 6.098.000   | 0,1         | 35         | 25         | 10         | 141                       |         | 10        | 75        | 25         |
| 2019 | 5.260       | 6.130.000   | 0,1         | 42         | 30         | 12         | 125                       |         | 12        | 73        | 17         |
| 2021 | 5.373       | 6.259.000   | 0,1         | 43         | 31         | 12         | 124                       |         | 12        | 61        | 27         |